# Мусатаев, Георгий Александрович
Мусатаев Георгий Александрович (род. 15 марта 1970, Усть-Каменогорск) — советский, российский и казахстанский хоккеист, защитник.

## Карьера
Начал играть в Усть-Каменогорске (тренер О. П. Домрачев). Играл в клубах «Торпедо» Усть-Каменогорск (1987—1988), «Луч» Екатеринбург (1988), СКА Екатеринбург (1988—1989), «Металлург» Магнитогорск (1989—1996), «Южный Урал» Орск (1992), «Металлург» Новокузнецк (1996—1998), «УралАЗ» Миасс (1998). После окончания игровой карьеры вернулся в Казахстан. В сезоне 2005/06 года был играющим тренером алматинского «Енбека».

## Достижения
- Бронзовый призёр Кубка МХЛ, приравненного к чемпионату России (1995).
- Финалист Кубка России (1996).
- Второй призёр Кубка ИИХФ (1995).
- Победитель Мемориала И. Ромазана (Магнитогорск; 1994)
- Победитель Мемориала И. Ромазана (Магнитогорск;1995).
- Победитель Кубка Рими (Хамар; 1994).

## Семья
Жена Виктория — казахстанская хоккеистка, защитница.